# HSAB則
HSAB則（エイチエスエービーそく）は、酸および塩基の相性を、硬いおよび軟らかいという表現を使って分類したものである。HSABは Hard and Soft Acids and Bases の頭文字をとったものである。HSAB則は、化合物の反応性、反応機構および反応経路を説明するために化学で広く使用されている。

## 概要
1960年代始めにラルフ・ピアソン (Ralph Pearson) によって提示された。一般に軟らかい酸と軟らかい塩基のペアは反応しやすく強い結合を形成する。一方、硬い酸と硬い塩基のペアもまた反応しやすく、強い結合を形成する。ここで用いる酸、塩基と言う言葉はルイスの定義によるものであり、HSAB則は主に錯体中の金属(ルイス酸)と配位子(ルイス塩基)の相性に関して用いられる。硬い酸や硬い塩基を強酸や強塩基、軟らかい酸や塩基を弱い酸や塩基であると考えられることがあるが誤りである。
硬い酸 (HA) は、電気陰性度が低く、また高い電荷密度をもつものが多く分極率が小さいという特徴を持つ。周期表の金属イオンの多くが該当する。アルカリ金属イオン、プロトン、ハロゲン化水素、アルカリ土類金属イオン、電荷の高い軽い金属イオンなどがある。HAは、LUMO（lowest-unoccupied molecular orbitals）のhigh energyを持つ。
軟らかい酸 (SA) は、電気陰性度が高く、また電荷密度が低いため分極化しやすいという特徴を持つ。銀、鉛、水銀などの遷移金属イオン、トリニトロベンゼンなどがある。
硬い塩基 (HB) は、ハロゲンイオン、水、アンモニア、水酸化物イオン、硝酸イオン、炭酸イオンなどを含む。比較的電荷密度が小さい。HBは、HOMO（highest-occupied molecular orbitals）のlow energyを持つ。
軟らかい塩基 (SB) は、ヨウ素、リン、二重結合、芳香環のπ電子系などを含む。電気陰性度が比較的小さく、電荷密度が大きく分極しやすい。
HAとHB、SAとSBは互いに相互作用(ジョージ・ピメンテルの定義による水素結合)しやすい。前者はクーロン力、後者は分散力や軌道相互作用の寄与が大きい。
定量化する試みとしてはドラゴ-ウェイランドの式がある。
| 性質                 | 硬い酸・塩基 | 軟らかい酸・塩基                                   |
| -------------------- | ------------ | -------------------------------------------------- |
| 原子・イオン半径     | 小さい       | 大きい                                             |
| 酸化数               | 高い酸化状態 | 低いまたはゼロ                                     |
| 分極率               | 小さい       | 大きい                                             |
| 電気陰性度（塩基）   | 高い         | 低い                                               |
| 塩基のHOMOエネルギー | 低い         | 比較的高い                                         |
| 酸のLUMOエネルギー   | 高い         | 比較的低い（ただし、軟らかい塩基のHOMOよりは高い） |
| 主要な相互作用       | イオン結合   | 共有結合                                           |

| 酸                 | 酸         | 酸           | 酸                  | 塩基             | 塩基    | 塩基           | 塩基     |
| 硬い               | 硬い       | 軟らかい     | 軟らかい            | 硬い             | 硬い    | 軟らかい       | 軟らかい |
| ------------------ | ---------- | ------------ | ------------------- | ---------------- | ------- | -------------- | -------- |
| ヒドロニウム       | H3O+       | 水銀         | CH3Hg+, Hg2+, Hg22+ | 水酸化物イオン   | OH−     | ヒドリドイオン | H−       |
| アルカリ金属イオン | Li+,Na+,K+ | 白金         | Pt2+                | アルコキシド     | RO−     | チオレート     | RS−      |
| チタン             | Ti4+       | パラジウム   | Pd2+                | ハロゲン         | F−,Cl−  | ハロゲン       | I−       |
| クロム             | Cr3+,Cr6+  | 銀           | Ag+                 | アンモニア       | NH3     | フォスフェート | PR3      |
| 三フッ化ホウ素     | BF3        | ボラン       | BH3                 | カルボキシレート | CH3COO− | チオシアン酸   | SCN−     |
| カルボカチオン     | R3C+       | p-クロラニル | C6Cl4O2             | 炭酸イオン       | CO32−   | 一酸化炭素     | CO       |
| ランタノイド       | Ln3+       | バルク金属   | M0                  | ヒドラジン       | N2H4    | ベンゼン       | C6H6     |
| ツリウム           | Th4+, U4+  | 金           | Au+                 |                  |         |                |          |

硬い酸と軟らかい酸のボーダーラインにあるものとして、トリメチルボラン、二酸化硫黄、鉄Fe2+、コバルトCo2+、セシウムCs+、鉛Pb2+が上げられる。塩基のボーダーラインのものとしては、アニリン、ピリジン、窒素N2、アジド、塩化物、臭化物、硝酸塩、硫酸アニオンがある。
一般的に、酸と塩基は相互作用し、最も安定な相互作用は、ハード-ハード（イオン生成性）とソフト-ソフト（共有結合性）である。
塩基の「軟らかさ」を定量化する試みは、次の平衡の平衡定数を決定することからなる：
BH + CH3Hg+ ⇌ H+ + CH3HgB
ここで、CH3Hg+（メチル水銀イオン）は非常に軟らかい酸であり、H+（プロトン）は硬い酸であり、B（分類されるべき塩基）と競合する。
理論の有効性を示すいくつかの例：
バルク金属は軟酸であり、ホスフィンや硫化物のような軟塩基に毒される。
フッ化水素、水、プロトン性溶媒のような硬い溶媒は、フッ化物や酸化物アニオンのような強い溶質塩基を溶解する傾向がある。一方、ジメチルスルホキシドやアセトンなどの双極性非プロトン性溶媒はソフト溶媒であり、大きなアニオンやソフト塩基を優先的に溶かす。
配位化学では、配位子と金属中心との間にソフト-ソフトおよびハード-ハード相互作用が存在する。

## 化学硬度
1983年、ラルフ・ピアソンとRobert Parrは、HSAB則の理論を拡張して「化学硬度」（Chemical hardness）を導入した。
{\displaystyle \eta ={\frac {1}{2}}\left({\frac {\partial ^{2}E}{\partial N^{2}}}\right)_{Z}.}
{\displaystyle {\begin{aligned}\eta &\approx {\frac {E(N+1)-2E(N)+E(N-1)}{2}},\\&={\frac {(E(N-1)-E(N))-(E(N)-E(N+1))}{2}},\\&={\frac {1}{2}}(I-A),\end{aligned}}}
「化学硬度」は、上式から、イオン化エネルギー（I）と電子親和力（A）の差の二分の一である。この式は、バンドギャップがある場合に、バンドギャップに比例することを示している。
「化学硬度」と電気陰性度（χ）の関係は（μは化学ポテンシャル、χはMulliken electronegativityで、μ = −χ）：
{\displaystyle 2\eta =\left({\frac {\partial \mu }{\partial N}}\right)_{Z}\approx -\left({\frac {\partial \chi }{\partial N}}\right)_{Z},}